# 姚燧
姚燧（1239年—1314年），字端甫，號牧菴，河南江北洛陽縣（今河南省洛陽市）人，元代文学家。

## 生平
原籍柳城（今属辽宁朝阳）。三歲喪父，隨伯父姚樞寓居蘇門，早年從許衡遊，後為秦王府文學，至元年间，官陕西汉中道提刑按察司副史。至大元年（1308年）入为太子宾客，至大二年（1309年）授荣禄大夫，累官翰林學士承旨。四年后歸里。
姚燧擅寫文章，“闳肆该洽，豪而不宕”，有“西漢風”，张养浩說他：“公才驱气驾，纵横开阖，……倡鸣古人，群推牧庵一人。”。黃宗羲說他的文章“非有明一代作者所能及”。又擅作曲，《寄征衣》中寫：“欲寄君衣君不還，不寄君衣君又寒。寄與不寄間，妾身實萬難。”與盧摯並稱。今存《牧菴文集》36卷。劉時中作有《姚燧年譜》。

## 延伸阅读
[在维基数据编辑]
 《元史/卷174》，出自宋濂《元史》
 《新元史/卷157》，出自柯劭忞《新元史》